# Parasynonyme
Un parasynonyme est un terme dont le sens est synonyme d'un autre, mais dont le registre d'emploi ou le sème n'est pas strictement identique. 
Au sens strict, il existe très peu de vrais synonymes, c'est-à-dire de mots qui sont interchangeables quel que soit le contexte d'utilisation.
Par exemple : « enfant » et « gamin ». On ne peut pas remplacer « gamin » par « enfant » dans la chanson : Un gamin de Paris, c'est tout un poème.